# María Fernanda Neil
María Fernanda Neil (Buenos Aires, 19 de octubre de 1982) es una actriz argentina. Se hizo conocida al principio de su carrera por sus apariciones en las series televisivas Rebelde Way y Chiquititas.

## Carrera
Maria Fernanda Neil nació el 19 de octubre de 1982 en Buenos Aires, de ascendencia irlandesa. Fernanda empezó su carrera con la serie "Chiquititas" donde hacia la aparición como "maria".
Fernanda continúo su carrera como actriz desde muy joven, debutando a los 14 años en la famosa serie infantil Mi familia es un dibujo, luego siguió Chiquititas, donde actuó desde 1998 hasta 1999.
En 2001 volvió a la televisión, integrando el elenco de la telenovela Provócame, donde interpretó a la hermana de Araceli González.
En 2002 trabajó en la nueva producción de Cris Morena, Rebelde Way, donde hizo dos temporadas, tanto en la televisión como en el teatro.
En 2004 tuvo su primer protagónico en la obra La bella durmiente del bosque, realizando giras por todo el país. También participó de la primera temporada de Floricienta.
En 2005 trabajó por segunda vez separada de una producción de Cris Morena, formando parte del elenco de Doble vida, donde interpretaba a una prostituta. El programa se emitía por América TV.
En 2006 fue protagonista de la tira de Canal 13 El refugio junto a sus antiguos compañeros de Rebelde Way; de la cual surgió un grupo musical llamado Rolabogan ―junto con Belén Scalella, Piru Sáez, Francisco Bass y Jorge Maggio―, que tuvo especial éxito en Perú.
Más tarde se integró al elenco de la tira La ley del amor, un gran éxito en las tardes de Telefé, producida por Enrique Estevanez.
El 13 de mayo de 2007, ingresó a la casa del reality show Gran hermano 2007 Famosos, donde se consagró finalista del programa.
Poco después fue convocada por el productor Gerardo Sofovich, encabezando junto a la mediática vedette Nazarena Vélez, la obra No somos santas. Con moderada repercusión en la temporada de verano 2007/2008.
En 2008, volvió a la ficción con el elenco de Don Juan y su bella dama, otro éxito de las tardes de Telefé. También debutó en cine en la película infantil 100% lucha.
En 2009, protagonizó la obra Confesiones de mujeres de 30, junto a Mirta Wons.
En 2010, participó de algunos episodios en la tira de Pol-ka Alguien que me quiera, y protagoniza la comedia musical Noctámbulo, un amor prohibido.
En 2011, participó de la comedia Feliz Caño nuevo, junto a Roly Serrano y Rene Bertrand.
En 2012 y 2013 protagonizó en teatro la comedia Next, juntó a Micaela Vázquez, Denise Romano y Daniela Nirenberg.

## Televisión
| Televisión | Televisión               | Televisión           | Televisión               |
| Año        | Título                   | Canal                | Personaje                |
| ---------- | ------------------------ | -------------------- | ------------------------ |
| 1997       | Mi familia es un dibujo  | Telefe               | Amiga de Carolina        |
| 1998-1999  | Chiquititas              | Telefe               | Martina / Fernanda       |
| 2000       | Verano del 98            | Telefe               | Emily                    |
| 2001       | Provócame                | Telefe               | Erica Villalobos Kent    |
| 2002-2003  | Rebelde Way              | Canal 9 / América TV | Fernanda Peralta Ramos   |
| 2004       | Floricienta              | Canal 13             | Jazmin                   |
| 2005       | Doble vida               | América TV           | Sagrario                 |
| 2006       | El refugio               | Canal 13             | Fernanda Linares Pacheco |
| 2006-2007  | La ley del amor          | Telefe               | Valeria                  |
| 2007       | Gran Hermano Famosos     | Telefe               | Participante             |
| 2008       | Don Juan y Su Bella Dama | Telefe               | Mayte                    |
| 2009       | Dromo                    | América TV           |                          |
| 2010       | Alguien que me quiera    | Canal 13             | Tasha Nuñez              |

## Teatro
| Teatro    | Teatro                        | Teatro             | Teatro |
| Año       | Título                        | Personaje          |        |
| --------- | ----------------------------- | ------------------ | ------ |
| 1998-1999 | Chiquititas                   | Martina / Fernanda |        |
| 2002-2003 | Rebelde Way                   | Fernanda           |        |
| 2004      | La bella durmiente del bosque | Bella durmiente    |        |
| 2007      | Fuimos todos                  | Rosa               |        |
| 2008      | No somos santas               | Fer                |        |
| 2009      | Confesiones de mujeres de 30  | Paula              |        |
| 2009-2010 | Feliz caño nuevo              | La tana            |        |
| 2010      | Noctámbulo, un amor prohibido | Lupe               |        |
| 2012-2013 | Next                          | Lupe               |        |
| 2014      | La mujer callada              | Vera               |        |
| 2015      | Sobre ruedas                  | Fernanda           |        |
| 2016      | Los ocho locos                | Elsa               |        |
| 2017      | Monólogos de la vagina        | Narradora          |        |
| 2017      | La mina                       | Barbara            |        |
| 2018      | Palomita pop                  | Ara                |        |
| 2018      | Chicos catolicos              | Carmen             |        |

## Cine
| Cine | Cine                                | Cine      | Cine |
| Año  | Título                              | Personaje |      |
| ---- | ----------------------------------- | --------- | ---- |
| 2008 | 100% Lucha, la película             | Anabelle  |      |
| 2008 | Los Super Agentes; Nueva Generación | María     |      |